# Abarratea
L'Abarratea, prononcé Abarratia /abaratija/, culminant à 345 m d'altitude, est un mont du Pays basque français situé entre les communes d'Ayherre et d'Isturits dans la province de Basse-Navarre.

## Toponymie
Son nom, délicat à interpréter, se décompose en un radical abar (aber(e), « animal »), le suffixe locatif -ate (« passage, voie »), et l'article défini -a. Abarrate est donc une voie de passage pour les animaux.

## Histoire
L'Abarratea est un gaztelu zahar à 3 lignes de défense en gradins. Il permettait le contrôle de l'accès à Isturits ou Saint-Esteben (province de Basse-Navarre) depuis la haute vallée de l'Aran (province du Labourd).

## Voies d'accès
On y accède depuis la route qui mène à la carrière du Pʰagatze (ou Patze), qui débouche sur l'axe Hasparren-Saint-Palais face au Garralda.